# Bra (België)
Bra is een dorp in de Belgische provincie Luik en een deelgemeente van Lierneux. Tot 1 januari 1977 was het een zelfstandige gemeente. De Lienne doorstroomt het dorp dat soms ook met Bra-sur-Lienne wordt aangeduid. In het dorp wonen nog ongeveer 400 mensen. Door de trek naar de steden neemt het aantal inwoners af. Veeteelt is de belangrijkste bron van inkomen. Bosbouw is eveneens een economische activiteit. Op het grondgebied van Bra liggen nog de dorpjes Les Villettes en Trou-de-Bra.

## Demografische ontwikkeling
- Bronnen:NIS, Opm:1831 tot en met 1970=volkstellingen, 1976= inwoneraantal op 31 december

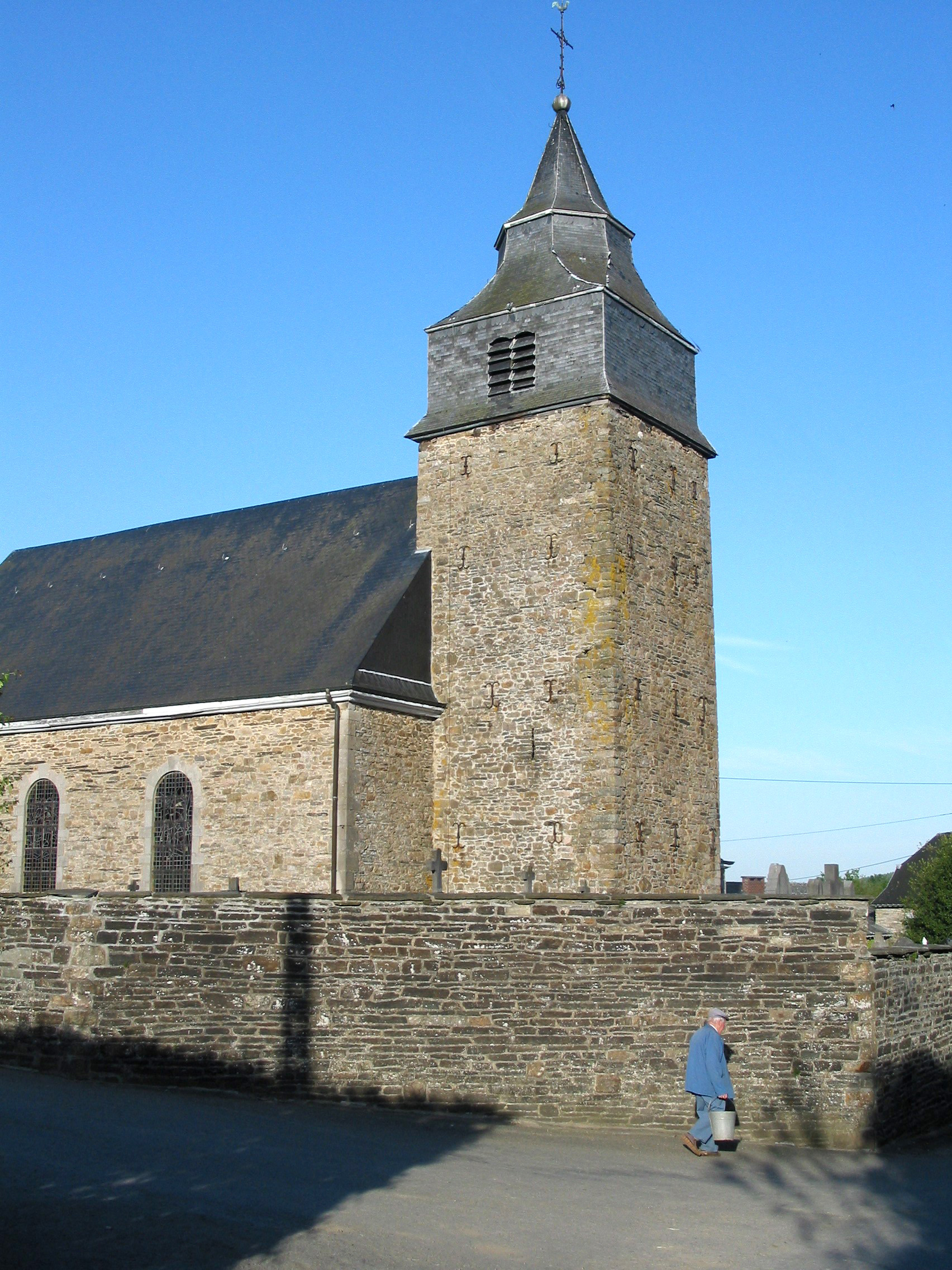
Maria-Tenhemelopnemingkerk
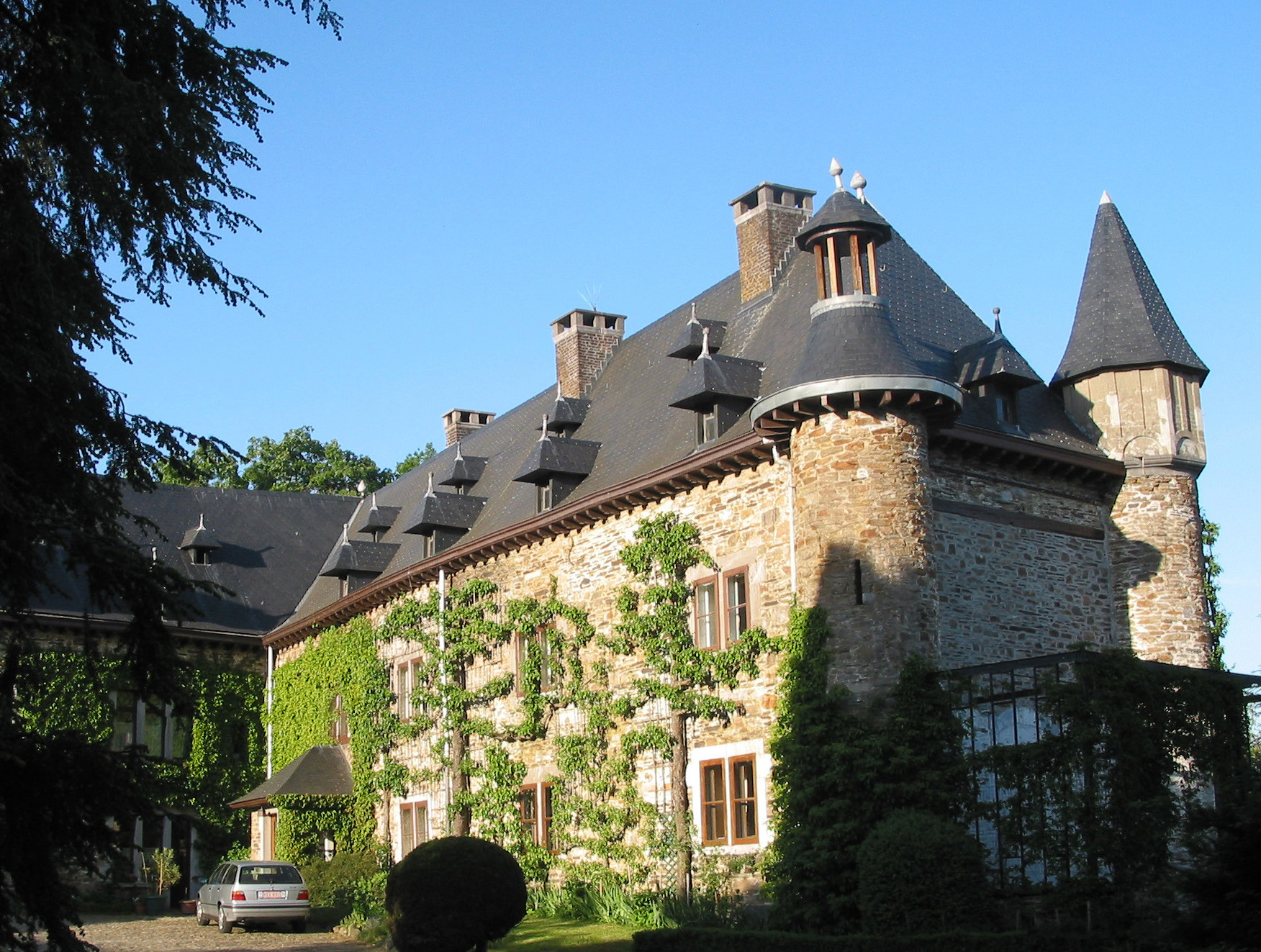
Kasteel van Bra

## Diensten

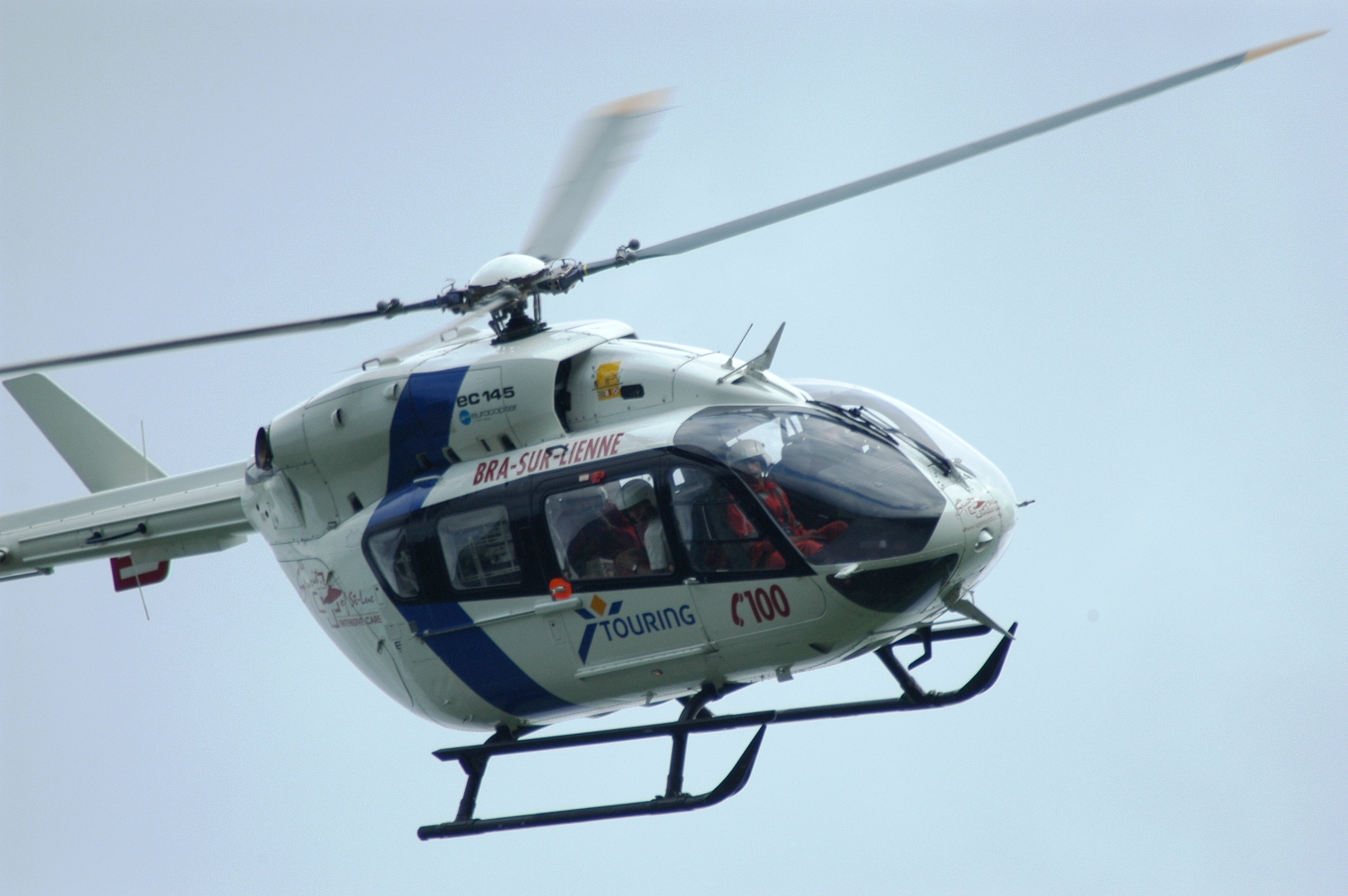
MUG-helikopter Bra-sur-Lienne

In Bra bevindt zich sinds 1986 het Centre Médical Héliporté, een van de twee Belgische MUG-diensten met heliport.
Deelgemeenten: Arbrefontaine · Bra · Lierneux

Overige plaatsen: Amcômont · Baneux · La Chapelle · Erria · La Falize · Floret · Gernechamps · Grand-Heid · Grand-Sart · Hierlot · Jevigné · Lansival · Menil · Odrimont · Petit-Sart · Reharmont · Trou-de-Bra · Verleumont · Villettes

Belgische gemeenten · arrondissement Verviers · provincie Luik · Wallonië